# LeEco
Leshi Holding (Beijing) Co., Ltd., meist unter der Handelsmarke des Unternehmens namens „LeEco“ auftretend, ist ein chinesisches Internet- und Technologieunternehmen mit Sitz in Pekings Stadtbezirk Chaoyang. Es ist in zahlreichen Geschäftsfeldern aktiv, hauptsächlich aus den Bereichen Unterhaltungselektronik, Film/Video und Internet. Der Namensbestandteil Eco steht für das sinnbildliche Ökosystem von miteinander verflochtenen Geschäftsfeldern. Hauptprinzip ist dabei, Inhalte und Hardware gebündelt anzubieten. Zum Spektrum gehören beispielsweise Internetfernsehen (Serien, Sportereignisse: LeSports), Produktion und Vertrieb von smartphoneoptimierten Videos, E-Commerce, Herstellung von Smartphones (Marke Le) sowie Flachbildschirmen und mehr. Im Jahr 2015 verkaufte LeEco 10 Millionen Smartphones und über 6 Millionen SmartTV. Der Onlineshop LeMall ist der drittgrößte Chinas. 2015 begann LeEco mit der Entwicklung eines selbstfahrenden Elektroautos. Das Fertigungswerk soll Teil eines Vergnügungsparks rund um das Thema Automobilität werden. Die 2011 gegründete Tochtergesellschaft Le Vision Pictures (Levp) gehört zu den größten Filmproduktions- und verleihfirmen in China (2014 mit über 4 % Marktanteil der sechstgrößte Verleih). Ende 2015, mit Wirkung ab 2016, erwarb LeSports für fünf Jahre die Namensrechte am Mehrzweckstadion LeSports Center in Peking.
Im Zuge von Expansionsbestrebungen ins Ausland betrat LeEco bereits den indischen Markt. Mitte 2016 übernahm LeEco dann für 2 Milliarden US-Dollar den kalifornischen Unterhaltungselektronikhersteller Vizio (Hauptprodukt Smart-TV-Geräte). Für den Eintritt in den Markt Russland/Osteuropa wurde die Tochterfirma LeREE gegründet, die Kooperationen mit dortigen Unternehmen anstrebt. Mit dem russischen Entwicklungsfonds für den Fernen Osten.

## LeEco und Le.com
„LeEco“ wird oder wurde als Handelsmarke von "Leshi Holding (Beijing) Co., Ltd." geführt, hingegen „Le.com“ beziehungsweise „LeTV“ als Handelsmarke von "Leshi Internet Information and Technology Corp.". (Das zweite Unternehmen, nämlich "Leshi Internet Information and Technology Corp.", war eine an der Börse von Shenzhen notierte Aktiengesellschaft, spezialisiert auf Video-Streaming-Dienste. Letzteres Unternehmen musste seine Handelsmarken “Leshi”, “Le” und “LeTV” ebenso wie “LeTV Super TV” im Spätfrühling/Frühsommer 2020 in einer gerichtlich angeordneten Versteigerung veräußern. Sie wurden von Sun Hongbin, dem Chef der Sunac-Unternehmensgruppe, erworben. Am 14. Mai 2020 ist der Prozess der Herausnahme von "Leshi Internet Information and Technology Corp." aus der Börsennotierung der Shenzhener Börse eingeleitet worden; ungefähr am 20. Juli 2020 war er abgeschlossen, womit das besagte Unternehmen nur noch die Handelsmarke "Leshi Video" führt und nicht mehr börsennotiert ist.)
Am 6. Juli 2017 wurde bekanntgegeben, dass Jia Yueting nach finanziellen Schwierigkeiten von LeEco als CEO von Leshi Internet Information and Technology Corp zurücktritt und als Vorsitzender für LeEco auftritt.